# Jean-François Gantois
Pour les articles homonymes, voir Gantois (homonymie).
Jean-François Gantois, né le 6 avril 1767 à Fresnoy-lès-Roye et mort le 3 juin 1824 à Montdidier, est un homme politique français, député de la Somme de 1792 à 1806.
Jean-François Gantois est cultivateur à Fresnoy. En 1791, il est membre de l'administration du district de Montdidier en même temps que Babeuf.

## Carrière politique
En 1792, il est élu député de la Convention par le département de la Somme. Il siège parmi les modérés. Lors du procès de Louis XVI, il repousse la peine de mort : « Comme législateur, dit-il, et non comme juge, je vote pour la détention et le bannissement. » Il proteste contre l'arrestation des Girondins les 31 mai et 2 juin 1793.
Le 25 vendémiaire an IV, il est élu député de la Somme au Conseil des Cinq-Cents par 217 voix sur 293 votants. Il est réélu pour trois ans le 26 germinal an VII. 
Son attitude favorable au coup d'État du 18 brumaire le fait comprendre, par le Sénat conservateur, sur la liste des membres du nouveau Corps législatif ; il y représente le département de la Somme, du 4 nivôse an VIII jusqu'en 1806.